# Symfonie nr. 22 (Hovhaness)
Alan Hovhaness voltooide zijn Symfonie nr. 22 City of Light opus 236 in 1971.
Het Birmingham Symphony Orchestra uit Birmingham (Alabama) deed het verzoek bij de componist een werk te componeren voor het 100-jarig bestaan van de stad. Daaruit zou men kunnen afleiden dat de subtitel op de Amerikaanse stad betrekking heeft; de componist weersprak dat.Hij sprak meer van een City of Light in de spirituele gedachte; een utopische stad los van alle aardse beperkingen en “slechtheid”. De spiritualiteit komt bijna in al zijn werken naar voren.
Het werk valt in vier delen uiteen:
- Allegro moderato
- Angel of Light (Largo)
- Allegretto grazioso
- Finale: Largo maestoso.

De muziek is zoals veel composities geschreven in Oosterse kerktoonladdersystemen, met veel hymne- en koraalachtige melodielijnen. In deel 2 greep de componist terug naar een visioen dat hij had gedurende Kerstmis in zijn jeugd. In deel 3 hergebruikt de componist muziek die hij schreef voor zijn, geheel uit het zicht verdwenen, operette Lotus Blossom. Deel 4 is een lange lofzang.

## Orkestratie
- 3 dwarsfluiten waarvan 1 ook piccolo, 2 hobo’s, 3 klarinetten waarvan 1 ook basklarinet, 3 fagotten waarvan 1 ook contrafagot,
- 4 hoorns, 3 trompetten, 3 trombones, 1 tuba
- 1 stel pauken, 3 man / vrouw percussie, harp, celesta
- violen, altviolen, celli, contrabassen.

## Discografie
- Uitgave Naxos: Seattle Symphony o.l.v. de componist ; een opname uit 1992; gekoppeld aan zijn Celloconcert uit een geheel andere stijlepriode; de opname was eerder gekoppeld aan Symfonie nr. 50 op Delos;
- twee privé-uitgaven; 1 van het Seattle Youth Symphony Orchestra o.l.v. Vilem Sokol uit 1974; 1 van het Ulster Orchestra o.l.v. Kenneth Montgomery uit 2002